# 飯尾為男
飯尾 為男（いいお ためお、1933年10月15日 - ）は、愛媛県新居浜市出身のプロ野球選手（投手）。

## 経歴
1951年の新居浜東高校2年生の時に、愛媛県の審判部長であった後藤二郎により、松山市営球場でキャンプをしていた大映スターズの監督・藤本定義に紹介される。藤本やスタルヒンの見守る中で飯尾は伊勢川真澄を相手に投球を披露。藤本から認められて、飯尾は高校を2年で中退し、支度金10万円、月給1万円で大映に入団した。
1954年から一軍に定着。思いつきで縫い目に沿ってボールを握り投球してみると、インコースにはシュート気味に少し沈み、アウトコースへはフォークボールのように落ちることに気づく（現在のツーシーム）。この球をマスターして、面白いように内野ゴロに打ち取れるようになったことがきっかけで、出番を増やした。このシーズンは、36試合に登板して3勝（7敗）防御率2.57の成績を残す。翌1955年にも37試合に登板し、防御率2.67を記録したが、打線の援護に恵まれず2勝13敗と大きく負け越した。
1956年シーズン前に、高橋ユニオンズの代表・高橋敏夫と、南海ホークスから高橋に移籍入団していた筒井敬三の勧誘に応じて、飯尾自ら球団に志願して高橋に移籍。開幕第2戦である3月21日の対近鉄パールス戦で勝利投手になり、5月3日の対毎日戦で2勝目を入団以来初の完封勝利で飾る。しかし、5月13日の東映フライヤーズ戦で敗れると、9月11日の大映戦まで当時のパ・リーグ記録となる13連敗を記録した。この間、打線の援護に全く恵まれず、連敗した13試合のチームの得点は全試合2点以下で合計11点と1試合平均でわずか0.85点であった。飯尾自身も試合が始まる前から、2点取られたらもう勝てない、との思いを抱いていたという。当時、勝率.350に達しない球団は罰金500万円を課されていたが、高橋の勝率.350をかけた最終戦となる10月8日の毎日オリオンズ戦で3対0でリードした3回裏から2番手で登板。5回2/3を投げて3失点するが何とか勝利投手となり、自身の連敗を13で止めた。結局、シーズンでは主戦選手として47試合に登板するも、3勝16敗に終わっている。
1957年シーズン前に、高橋ユニオンズと前年まで所属していた大映スターズが合併。この合併の際、東映フライヤーズに移籍。移籍初年度となった1957年は、47試合に登板し、10勝10敗、防御率2.52を記録する。同年に記録した10勝は、飯尾の現役時代唯一の二桁勝利であり、防御率などを含め、自己最高の成績を残している。1958年は調子を落として、17試合の登板に終わるが、翌1959年には自己最高の52試合に登板し復活。防御率3.09で9勝12敗を記録した。また、同年にはオールスターにも出場している。
1960年シーズン開幕前に10年選手制度を利用して毎日大映オリオンズに移籍。1960年は32試合に登板し、5勝4敗、防御率3.03を記録するが、翌1961年は僅か7試合の登板に終わる。
同年オフに、福塚勝哉と共に、土井豊・高井良一男との2対2の交換トレードで阪神タイガースに移籍。移籍初年度となった1962年こそ、主に中継ぎで15試合の登板に留まりながらも、防御率2.57を記録したが、翌1963年は12試合の登板で防御率4.70と大きく成績を落とし、同年オフに退団した。
選手生活を通して勝ちに恵まれない投手で、13年間の現役時代に勝ち越しを経験したのは、1958年と1960年の2シーズンのみ、しかも両シーズンとも勝ち越し数は僅か1勝であった。通算記録でも、通算防御率3.10でありながら、通算勝利数が35勝に対して通算敗戦数が倍の70敗を記録している。
引退後は神戸市に在住。

## 選手としての特徴
肘と手首をまるで鞭のようにしならせる投球フォームで、大映スターズの入団テストで飯尾の投球を見たスタルヒンから、肘の使い方が昔の沢村栄治に似ていると評されたという。

## 人物
東映時代、駒沢球場へは東急の路線バスで通っていた。メッタ打ちにあってKOされた試合の翌日、東急バスで駒沢球場へ向かう途中乗り合わせたプロ野球ファンたちは、飯尾がいることをわかっていながら悪口雑言で前日の飯尾の投球をけなし合い飯尾を恐縮させていた。ちなみにその内の一人が、後に劇作家として名を上げる矢代静一（女優・毬谷友子の父親）であった。

## 詳細情報

### 年度別投手成績
| 年 度      | 球 団      | 登 板 | 先 発 | 完 投 | 完 封 | 無 四 球 | 勝 利 | 敗 戦 | セ 丨 ブ | ホ 丨 ル ド | 勝 率 | 打 者 | 投 球 回 | 被 安 打 | 被 本 塁 打 | 与 四 球 | 敬 遠 | 与 死 球 | 奪 三 振 | 暴 投 | ボ 丨 ク | 失 点 | 自 責 点 | 防 御 率 | W H I P |
| ---------- | ---------- | ----- | ----- | ----- | ----- | -------- | ----- | ----- | -------- | ----------- | ----- | ----- | -------- | -------- | ----------- | -------- | ----- | -------- | -------- | ----- | -------- | ----- | -------- | -------- | ------- |
| 1951       | 大映       | 2     | 1     | 0     | 0     | 0        | 0     | 0     | --       | --          | ----  | 9     | 1.2      | 1        | 1           | 4        | --    | 0        | 0        | 0     | 1        | 3     | 3        | 13.5     | 3.00    |
| 1952       | 大映       | 5     | 2     | 0     | 0     | 0        | 0     | 2     | --       | --          | .000  | 60    | 12.0     | 17       | 1           | 8        | --    | 1        | 2        | 0     | 2        | 6     | 6        | 4.50     | 2.08    |
| 1953       | 大映       | 11    | 2     | 0     | 0     | 0        | 0     | 2     | --       | --          | .000  | 136   | 28.2     | 32       | 0           | 25       | --    | 0        | 11       | 1     | 1        | 20    | 14       | 4.34     | 1.99    |
| 1954       | 大映       | 36    | 13    | 2     | 0     | 0        | 3     | 7     | --       | --          | .300  | 592   | 139.1    | 130      | 3           | 61       | --    | 1        | 69       | 2     | 1        | 54    | 40       | 2.57     | 1.37    |
| 1955       | 大映       | 37    | 16    | 5     | 0     | 1        | 2     | 13    | --       | --          | .133  | 640   | 157.0    | 139      | 3           | 52       | 1     | 3        | 83       | 4     | 0        | 56    | 46       | 2.64     | 1.22    |
| 1956       | 高橋       | 47    | 20    | 4     | 1     | 0        | 3     | 16    | --       | --          | .158  | 766   | 179.2    | 193      | 15          | 40       | 2     | 3        | 96       | 1     | 1        | 84    | 70       | 3.50     | 1.30    |
| 1957       | 東映       | 46    | 18    | 4     | 1     | 1        | 10    | 10    | --       | --          | .500  | 767   | 192.2    | 166      | 13          | 45       | 1     | 2        | 107      | 2     | 0        | 71    | 54       | 2.52     | 1.10    |
| 1958       | 東映       | 17    | 4     | 1     | 0     | 0        | 2     | 1     | --       | --          | .667  | 173   | 40.0     | 41       | 4           | 13       | 0     | 2        | 15       | 0     | 0        | 26    | 22       | 4.95     | 1.35    |
| 1959       | 東映       | 52    | 23    | 2     | 2     | 0        | 9     | 12    | --       | --          | .429  | 804   | 191.1    | 190      | 10          | 53       | 6     | 4        | 89       | 0     | 0        | 83    | 66       | 3.09     | 1.27    |
| 1960       | 大毎       | 32    | 17    | 1     | 0     | 1        | 5     | 4     | --       | --          | .556  | 455   | 109.1    | 109      | 8           | 18       | 0     | 2        | 40       | 2     | 0        | 45    | 37       | 3.03     | 1.16    |
| 1961       | 大毎       | 7     | 1     | 0     | 0     | 0        | 0     | 0     | --       | --          | ----  | 58    | 12.2     | 19       | 1           | 2        | 0     | 0        | 6        | 0     | 0        | 6     | 6        | 4.15     | 1.66    |
| 1962       | 阪神       | 15    | 3     | 0     | 0     | 0        | 1     | 3     | --       | --          | .250  | 141   | 35.0     | 31       | 2           | 7        | 3     | 1        | 17       | 0     | 1        | 12    | 10       | 2.57     | 1.09    |
| 1963       | 阪神       | 12    | 0     | 0     | 0     | 0        | 0     | 0     | --       | --          | ----  | 102   | 22.2     | 25       | 1           | 7        | 1     | 1        | 10       | 0     | 0        | 13    | 12       | 4.70     | 1.41    |
| 通算：13年 | 通算：13年 | 319   | 120   | 19    | 4     | 3        | 35    | 70    | --       | --          | .333  | 4703  | 1122.0   | 1093     | 62          | 335      | 14    | 20       | 545      | 12    | 7        | 479   | 386      | 3.10     | 1.27    |

- 各年度の太字はリーグ最高

### 記録
- オールスターゲーム出場：1回 （1959年）

### 背番号
- 21 （1951年 - 1955年、1960年 - 1961年）
- 17 （1956年）
- 41 （1957年 - 1959年）
- 12 （1962年 - 1963年）